# Vita brevis ars longa
Vita brévis, ars lónga (дословный перевод с лат. — «Жизнь коротка, искусство [наука] длинна»; наиболее часто встречается вариант «Жизнь коротка, искусство вечно») — латинское крылатое выражение, первый афоризм знаменитого греческого мыслителя, врача и естествоиспытателя Гиппократа. Полностью звучит так: «Жизнь коротка, наука длинна, случай шаток, опыт обманчив, суждение затруднительно» (др.-греч. ὁ βίος βραχύς, ἡ δὲ τέχνη μακρή, ὁ δὲ καιρὸς ὀξύς, ἡ δὲ πεῖρα σφαλερή, ἡ δὲ κρίσις χαλεπή; лат. vita brevis, ars longa, occasio praeceps, experientia fallax, iudicium difficile).

Отсюда — известное восклицание величайшего из врачей о том, что жизнь коротка, а искусство долговечно.— Сенека, «О кратковременности жизни, I, 1»
От этой трактовки Сенеки и пошло ставшее крылатым понимание данной фразы как говорящей о том, что искусство долговечнее человеческой жизни.

## Примеры цитирования
- Выражение встречается в «Фаусте» Гёте — доктор Фауст говорит Мефистофелю, что хочет испытать всё счастье и горе, какое только может выпасть на долю человека, и слышит в ответ, что это невозможно:

Фауст

Но я хочу! 

Мефистофель

Я понимаю это;

Боюсь я за одно, в одном лишь мой протест:

Ars longa, vita brevis est.
— И. Гёте, «Фауст» (часть I, сцена 1)
- Один из основоположников английской национальной литературы и литературного английского языка Джефри Чосер (ок. 1343—1400) в первой строфе поэмы «Птичий парламент» пишет: «Столь мало жить, столь многому учиться»[2].
- Высказывание И. В. Курчатова: «Хороша наука физика, только жизнь коротка»[3].